# Кандела
Канде́ла (от лат. candela — свеча; русское обозначение: кд; международное: cd) — единица силы света, одна из семи основных единиц Международной системы единиц (СИ). Определена как «сила света в заданном направлении источника, испускающего монохроматическое излучение частотой 540⋅1012 Гц, энергетическая сила света которого в этом направлении составляет 1/683 Вт/ср». Принята в качестве единицы СИ в 1979 году XVI Генеральной конференцией по мерам и весам.
Из определения следует, что значение спектральной световой эффективности монохроматического излучения для частоты 540⋅1012 Гц равно 683 лм/Вт = 683 кд·ср/Вт точно.
Выбранная частота соответствует длине волны 555,016 нм в воздухе при стандартных условиях и находится вблизи максимума чувствительности человеческого глаза, располагающегося на длине волны 555 нм. Если излучение имеет другую длину волны, то для достижения той же силы света требуется бо́льшая энергетическая сила света.

## Детальное рассмотрение
Все световые величины являются редуцированными фотометрическими величинами. Это означает, что они образуются из соответствующей энергетической фотометрической величины при помощи функции, представляющей собой зависимость спектральной световой эффективности монохроматического излучения для дневного зрения от длины волны. Эту функцию обычно представляют в виде {\displaystyle K_{m}\cdot V(\lambda )}, где {\displaystyle V(\lambda )} — Длина волны, а {\displaystyle K_{m}} — максимальное значение спектральной световой эффективности монохроматического излучения. Иногда {\displaystyle K_{m}} называют также фотометрическим эквивалентом излучения.
Расчёт световой величины {\displaystyle X_{v},} соответствующей энергетической величине {\displaystyle X_{e},} производится с помощью формулы
{\displaystyle X_{v}=K_{m}\int \limits _{380~{\text{nm}}}^{780~{\text{nm}}}X_{e,\lambda }(\lambda )V(\lambda )\,d\lambda ,}
где {\displaystyle X_{e,\lambda }} — спектральная плотность величины {\displaystyle X_{e},} определяемая как отношение величины {\displaystyle dX_{e}(\lambda ),} приходящейся на малый спектральный интервал, заключённый между {\displaystyle \lambda } и {\displaystyle \lambda +d\lambda ,} к ширине этого интервала:
{\displaystyle X_{e,\lambda }(\lambda )={\frac {dX_{e}(\lambda )}{d\lambda }}.}
Можно отметить, что под {\displaystyle X_{e}(\lambda )} здесь понимается поток той части излучения, у которого длина волны меньше текущего значения {\displaystyle \lambda }.
Функция {\displaystyle V(\lambda )} определена опытным путём и задана в табличном виде. Её значения от выбора используемых световых единиц никак не зависят.
В противоположность сказанному о {\displaystyle V(\lambda )} значение {\displaystyle K_{m}} целиком определяется выбором основной световой единицы. Поэтому для установления связи между световыми и энергетическими величинами в системе СИ требуется определить значение {\displaystyle K_{m}}, соответствующее принятой в СИ единице силы света канделе. При строгом подходе к определению {\displaystyle K_{m}} необходимо учитывать, что спектральная точка 540⋅1012 Гц, о которой идёт речь в определении канделы, не совпадает с положением максимума функции {\displaystyle V(\lambda )}.

### Световая эффективность излучения с частотой 540⋅1012Гц
В общем случае сила света {\displaystyle I_{v}} связана с силой излучения {\displaystyle I_{e}} соотношением
{\displaystyle I_{v}=K_{m}\cdot \int \limits _{380~{\text{nm}}}^{780~{\text{nm}}}I_{e,\lambda }(\lambda )V(\lambda )\,d\lambda ,}
где {\displaystyle I_{e,\lambda }} — спектральная плотность силы излучения, равная {\displaystyle {\frac {dI_{e}(\lambda )}{d\lambda }}}.
Для монохроматического излучения с длиной волны {\displaystyle \lambda } формула, связывающая силу света {\displaystyle I_{v}(\lambda )} с силой излучения {\displaystyle I_{e}(\lambda )}, упрощается, приобретая вид
{\displaystyle I_{v}(\lambda )=K_{m}\cdot I_{e}(\lambda )V(\lambda )}, или, после перехода от длин волн к частотам, {\displaystyle I_{v}(\nu )=K_{m}\cdot I_{e}(\nu )V(\nu ).}
Из последнего соотношения для ν0 = 540⋅1012 Гц следует
{\displaystyle K_{m}\cdot V(\nu _{0})={\frac {I_{v}(\nu _{0})}{I_{e}(\nu _{0})}}.}
Учитывая определение канделы, отсюда получаем
{\displaystyle K_{m}\cdot V(\nu _{0})=683~\mathrm {\frac {cd\cdot sr}{W}} }, или, что то же самое {\displaystyle 683~\mathrm {\frac {lm}{W}} .}
Произведение {\displaystyle K_{m}\cdot V(\nu _{0})} представляет собой значение спектральной световой эффективности монохроматического излучения для частоты 540⋅1012 Гц. Как следует из способа получения, данная величина равна 683 кд·ср/Вт = 683 лм/Вт точно.

### Максимальная световая эффективность Km
Для определения {\displaystyle K_{m}} следует учесть, что как сказано выше, частоте 540⋅1012 Гц соответствует длина волны ≈555,016 нм. Поэтому из последнего равенства следует
{\displaystyle K_{m}={\frac {683}{V(555{,}016)}}~\mathrm {\frac {lm}{W}} .}
Нормированная функция {\displaystyle V(\lambda )} задана в табличном виде с интервалом 1 нм, она имеет максимум, равный единице, на длине волны 555 нм. Интерполяция её значений для длины волны 555,016 нм даёт величину 0,999997. Используя это значение, получаем
{\displaystyle K_{m}=683{,}002~\mathrm {\frac {lm}{W}} .}
На практике с достаточной для всех случаев точностью используется округлённое значение {\displaystyle K_{m}=683~\mathrm {\frac {lm}{W}} .}
Таким образом, связь между произвольной световой величиной {\displaystyle X_{v}} и соответствующей ей энергетической величиной {\displaystyle X_{e}} в системе СИ выражается общей формулой
{\displaystyle X_{v}=683\int \limits _{380~{\text{nm}}}^{780~{\text{nm}}}X_{e,\lambda }(\lambda )V(\lambda )\,d\lambda .}

## История

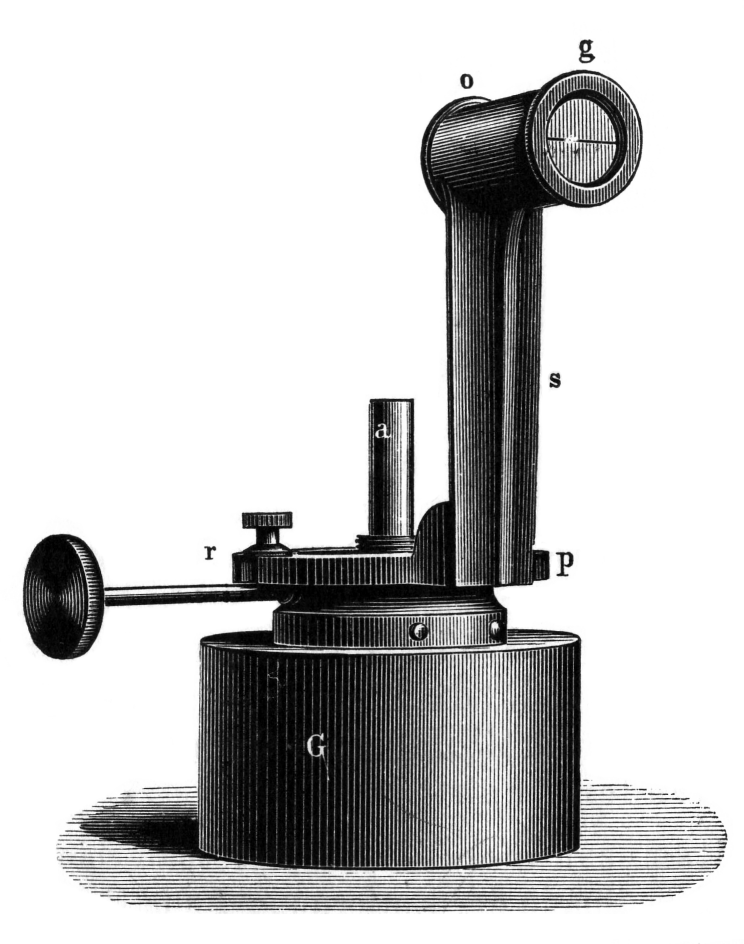
Лампа Хефнера — эталон «свечи Хефнера»

В 1893 г. в Германии, а затем в Австрии, Швейцарии и в скандинавских странах в качестве единицы силы света была принята «свеча Хефнера», предложенная в 1884 г. Ф. Хефнер-Альтенеком. Эталоном при этом служила фитильная лампа специальной конструкции. В качестве горючего в ней использовался амилацетат.
В 1896 г. Международным электротехническим конгрессом была принята «десятичная свеча», равная 1,12 свечи Хефнера.
В 1909 г. десятичная свеча была заменена «международной свечой», равной 1,11 свечи Хефнера. Международная свеча воспроизводилась не с помощью фитильной лампы, а при помощи специальных ламп накаливания.
В 1948 г. состоялось решение о принятии новой единицы — канделы. Кандела базировалась на использовании светового эталона, обладающего свойствами, близкими к свойствам абсолютно чёрного тела (Планковского излучателя). Излучателем света в эталоне служила трубка, изготовленная из плавленой окиси тория и окружённая со всех сторон платиной, находящейся при температуре отвердевания (2046,6 К). Кандела определялась как сила света, излучаемого в направлении нормали с 1/60 см2 излучающей поверхности указанного эталона. Введённая таким образом кандела была в 1,005 раз меньше, чем международная свеча. Она использовалась в качестве единицы силы света вплоть до 1979 г.
В 1979 г. XVI Генеральная конференция по мерам и весам (ГКМВ) приняла действовавшее до 2019 года определение канделы.
В 2011 г. XXIV ГКМВ приняла резолюцию, в которой, в частности, было предложено в будущей ревизии Международной системы единиц принять новое определение канделы. Предполагаемое новое определение, квалифицируемое в резолюции, как полностью эквивалентное существующему, сформулировано следующим образом. «Кандела, обозначение кд, является единицей силы света в данном направлении; её величина определена путём установления численного значения световой эффективности монохроматического излучения с частотой 540⋅1012 Гц в точности равным 683, если она выражена единицей СИ м−2·кг−1·с3·кд·ср, или кд·ср·Вт−1, которая равна лм·Вт−1».
XXV ГКМВ, состоявшаяся в 2014 году, приняла решение продолжить работу по подготовке новой ревизии СИ, включающей переопределение канделы, и наметила закончить эту работу к 2018 году с тем, чтобы заменить существующую СИ обновлённым вариантом на XXVI ГКМВ в том же году. Новое определение вступило в силу в 2019 году.

## Примеры
Сила света, излучаемая свечой, примерно равна одной канделе, поэтому раньше эта единица измерения называлась «свечой», сейчас это название является устаревшим и не используется.
Для бытовых ламп накаливания сила света в канделах приблизительно равна их мощности в ваттах.
| Источник                                   | Мощность, Вт    | Примерная сила света, кд |
| ------------------------------------------ | --------------- | ------------------------ |
| Свеча                                      |                 | 1                        |
| Современная (2010 г.) лампа накаливания    | 100             | 100                      |
| Обычный светодиод                          | от 0,015 до 0,1 | от 0,005 до 3            |
| Сверхъяркий светодиод                      | 1               | от 25 до 500             |
| Сверхъяркий светодиод с коллиматором       | 1               | 1500                     |
| Современная (2010 г.) люминесцентная лампа | 22              | 120                      |
| Солнце                                     | 3,83⋅1026       | 2,8⋅1027                 |

## Световые величины
Сведения об основных световых фотометрических величинах приведены в таблице.
| Наименование                            | Обозначение величины           | Определение                                                                                                  | Обозначение единиц СИ | Энергетический аналог                      |
| --------------------------------------- | ------------------------------ | --- | --------------------- | ------------------------------------------ |
| Световая энергия                        | {\displaystyle Q_{v}}          | {\displaystyle K_{m}\int _{380~{\text{nm}}}^{780~{\text{nm}}}Q_{e,\lambda }(\lambda )V(\lambda )\,d\lambda } | лм·с                  | Энергия излучения                          |
| Световой поток                          | {\displaystyle \Phi _{v}}      | {\displaystyle {\frac {dQ_{v}}{dt}}}                                                                         | лм                    | Поток излучения                            |
| Сила света                              | {\displaystyle I_{v}}          | {\displaystyle {\frac {d\Phi _{v}}{d\Omega }}}                                                               | кд                    | Сила излучения (энергетическая сила света) |
| Объёмная плотность световой энергии     | {\displaystyle U_{v}}          | {\displaystyle {\frac {dQ_{v}}{dV}}}                                                                         | лм·с·м−3              | Объёмная плотность энергии излучения       |
| Светимость                              | {\displaystyle M_{v}}          | {\displaystyle {\frac {d\Phi _{v}}{dS_{1}}}}                                                                 | лм·м−2                | Энергетическая светимость                  |
| Яркость                                 | {\displaystyle L_{v}}          | {\displaystyle {\frac {d^{2}\Phi _{v}}{d\Omega \,dS_{1}\,\cos \varepsilon }}}                                | кд·м−2                | Энергетическая яркость                     |
| Интегральная яркость                    | {\displaystyle \Lambda _{v}}   | {\displaystyle \int _{0}^{t}L_{v}(t')\,dt'}                                                                  | кд·с·м−2              | Интегральная энергетическая яркость        |
| Освещённость                            | {\displaystyle E_{v}}          | {\displaystyle {\frac {d\Phi _{v}}{dS_{2}}}}                                                                 | лк                    | Облучённость                               |
| Световая экспозиция                     | {\displaystyle H_{v}}          | {\displaystyle {\frac {dQ_{v}}{dS_{2}}}}                                                                     | лк·с                  | Энергетическая экспозиция                  |
| Спектральная плотность световой энергии | {\displaystyle Q_{v,\lambda }} | {\displaystyle {\frac {dQ_{v}}{d\lambda }}}                                                                  | лм·с·м−1              | Спектральная плотность энергии излучения   |

Здесь {\displaystyle dS_{1}} — площадь элемента поверхности источника,
{\displaystyle dS_{2}} — площадь элемента поверхности приёмника,
{\displaystyle \varepsilon } — угол между нормалью к элементу поверхности источника и направлением наблюдения.